# Dolores Hart
Dolores Hart, OSB, nascida Dolores Hicks (Chicago, 20 de outubro de 1938) é uma freira beneditina católica romana americana que já havia sido uma atriz de destaque. Ela fez dez filmes em cinco anos, interpretando ao lado de Stephen Boyd, Montgomery Clift, George Hamilton e Robert Wagner, tendo feito sua estréia no cinema com Elvis Presley em Loving You (1957). No início dos anos 1960, uma protagonista estabelecida, ela "surpreendeu Hollywood" ao anunciar que renunciaria à sua vida como atriz, deixando para trás sua carreira para entrar no mosteiro da abadia de Regina Laudis em Connecticut, onde ela serve sua comunidade monástica .

## Carreira
Nascida Dolores Hicks em 20 de outubro de 1938, ela era a única filha do ator Bert Hicks e Harriett Hicks, que se separaram aos três anos de idade e finalmente se divorciaram. Ela declarou: "Quando criança, eu era precoce. Meus pais se casaram quando tinham 16 e 17 anos e ambos eram pessoas bonitas. Moss Hart ofereceu um contrato à minha mãe, Harriett, mas até então eles tinham eu e meu pai, Bert Hicks, um O jogador de bit, definitivamente do tipo Clark Gable, tinha ofertas de filmes, então ele se mudou de Chicago para Hollywood.Eu era uma pirralha de Hollywood.Ele morava em Beverly Hills e eu costumava visitar os lotes com ele. Ele tinha uma parte no Forever Amber. Eu sempre quis fazer parte dessa vida" .
Hicks também foi relacionado por casamento, através de uma tia, ao cantor Mario Lanza. Ela morava em Chicago com os avós, que a enviaram para uma escola paroquial, a Escola Católica St. Gregory, não por sua educação religiosa, mas era a mais próxima de casa e ela declarou: "Meus avós não queriam que eu fosse atropelada. bondes". Na verdade, foi seu avô, uma sala de cinema projecionista a quem ela se virou para o conforto à luz dos problemas conjugais de seus pais, cujo entusiasmo para filmes influenciou a sua decisão de prosseguir uma carreira de atriz. Ela assistia aos filmes, mas sem som, para não perturbar seus cochilos no estande, e seu trabalho era acordá-lo no final de cada rolo.
Hicks se converteu ao catolicismo quando tinha 10 anos. Aos 11 anos, ela estava morando novamente em Beverly Hills com sua mãe, uma recepcionista de restaurante, que se casou com o proprietário Al Gordon. Após o colegial, ela estudou no Marymount College. Usando o nome artístico de 'Dolores Hart' em 1956, ela foi contratada para desempenhar um papel coadjuvante como o interesse amoroso de Elvis Presley no lançamento de 1957, Loving You. Após essa aparição, Hart se viu em demanda frequente, e ela fez mais dois filmes antes de aparecer com Presley novamente em 1958, em King Creole. Ela negou ter tido um relacionamento "íntimo" com Presley fora da tela. Em entrevistas durante sua carreira no cinema, muitas vezes lhe perguntavam: "Como é beijar Elvis?" Ela riu um pouco com a lembrança: "Acho que o limite para um beijo na tela naquela época era de 15 segundos. Esse durou 40 anos". Hart fez sua estréia na Broadway, ganhando um 1959 Theatre World Award e uma indicação ao Tony Award de Melhor Atriz em Destaque por seu papel em O Prazer de Sua Companhia.

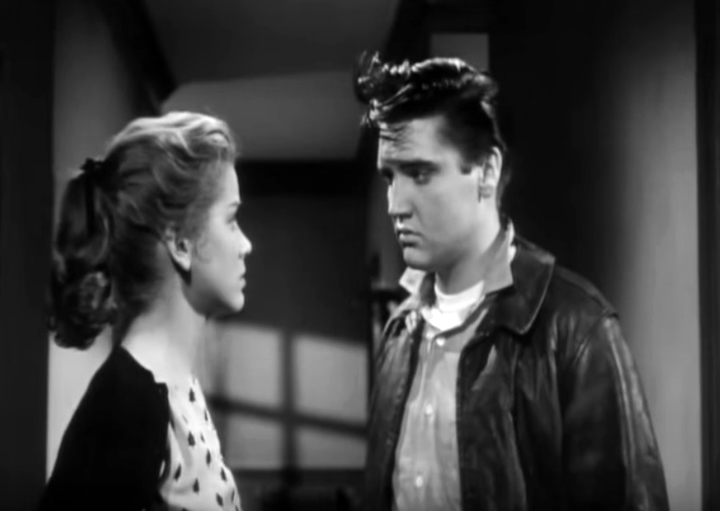
Dolores Hart e Elvis Presley em King Creole.

Em 1960, Hart estrelou "Where the Boys Are", uma comédia adolescente sobre estudantes universitários nas férias de primavera, que desenvolveu um público quase cult . No filme, Hart interpreta uma garota que luta para se definir quando confrontada com sua recém descoberta sexualidade e popularidade com o sexo oposto . Hart estrelou o filme Francisco de Assis em 1961, no qual ela interpretou Santa Clara de Assis . Ela também fez um desenho de uma estátua de São Francisco, com os braços estendidos, enquanto trabalhava no filme. Ela passou a estrelar mais quatro filmes, incluindo o papel principal em The Inspector ( Lisa), baseado em um romance de Jan de Hartog, indicado ao Globo de Ouro de "Melhor Filme - Drama".
Em 1963, Hart apareceu como Kathy Maywood em The Virginian no episódio "A Montanha do Sol". Hart interpretou uma missionária católica, que, contra todas as advertências, arrisca sua vida para honrar seus votos a Deus e seu desejo de continuar o trabalho do marido morto para ajudar uma comunidade de tribos indígenas pobres e doentes em apuros . Talvez fosse um prenúncio de sua futura vida religiosa. Foi o último papel de ator que foi lançado (17 de abril de 1963), um mês após o último papel de Hart no cinema ser com Hugh O'Brian em março de 1963, Come Fly with Me. Nesse ponto, ela havia decidido deixar a indústria cinematográfica. A atriz de 24 anos se tornou freira católica romana na abadia beneditina de Regina Laudis em Belém, Connecticut. Em uma parada promocional de Nova York de 1963 para Come Fly with Me, ela fez um passeio de carro só de ida até a abadia em 1963 (mas não em uma limusine, como relatado) .
Foi durante as filmagens de "Come Fly With Me" que ela se tornou amiga íntima de Karl Malden, que também estrelou a foto. Malden escreveu em sua autobiografia "When Do I Start" que quando ele e sua esposa Mona queriam sair, Dolores passava algum tempo cuidando de seus filhos. Ela adorava os filhos das Maldivas e rapidamente se tornou um membro da família. Foi logo após a foto que Dolores ficou noiva e ela realmente pediu que as filhas de Malden, Mila e Carla, fossem suas damas de honra. Foi depois que eles usaram alguns acessórios em seus vestidos que Dolores apareceu nos Maldens e anunciou que estava cancelando o casamento. Poucos dias depois, ela veio com o que equivalia a todas as suas posses mundanas, jóias, bolsas e bugigangas e disse às meninas que pegassem o que queriam. Ela disse que estava se afastando e que era "um caso do coração" (suas palavras exatas citadas por Karl Malden). Ela não apenas deixou para trás seu noivo, mas também deixou sua carreira de atriz.
Embora ela tenha terminado seu noivado com o arquiteto de Los Angeles, Don Robinson (16 de abril de 1933 - 29 de novembro de 2011), eles continuaram amigos íntimos: ela admitiu que o amava - "Claro, Don, eu te amo". Mas Robinson disse: "Todo amor não precisa terminar no altar". Ele nunca se casou e a visitava todos os anos no Natal e na Páscoa na abadia de Connecticut até sua morte .

## Vocação Religiosa

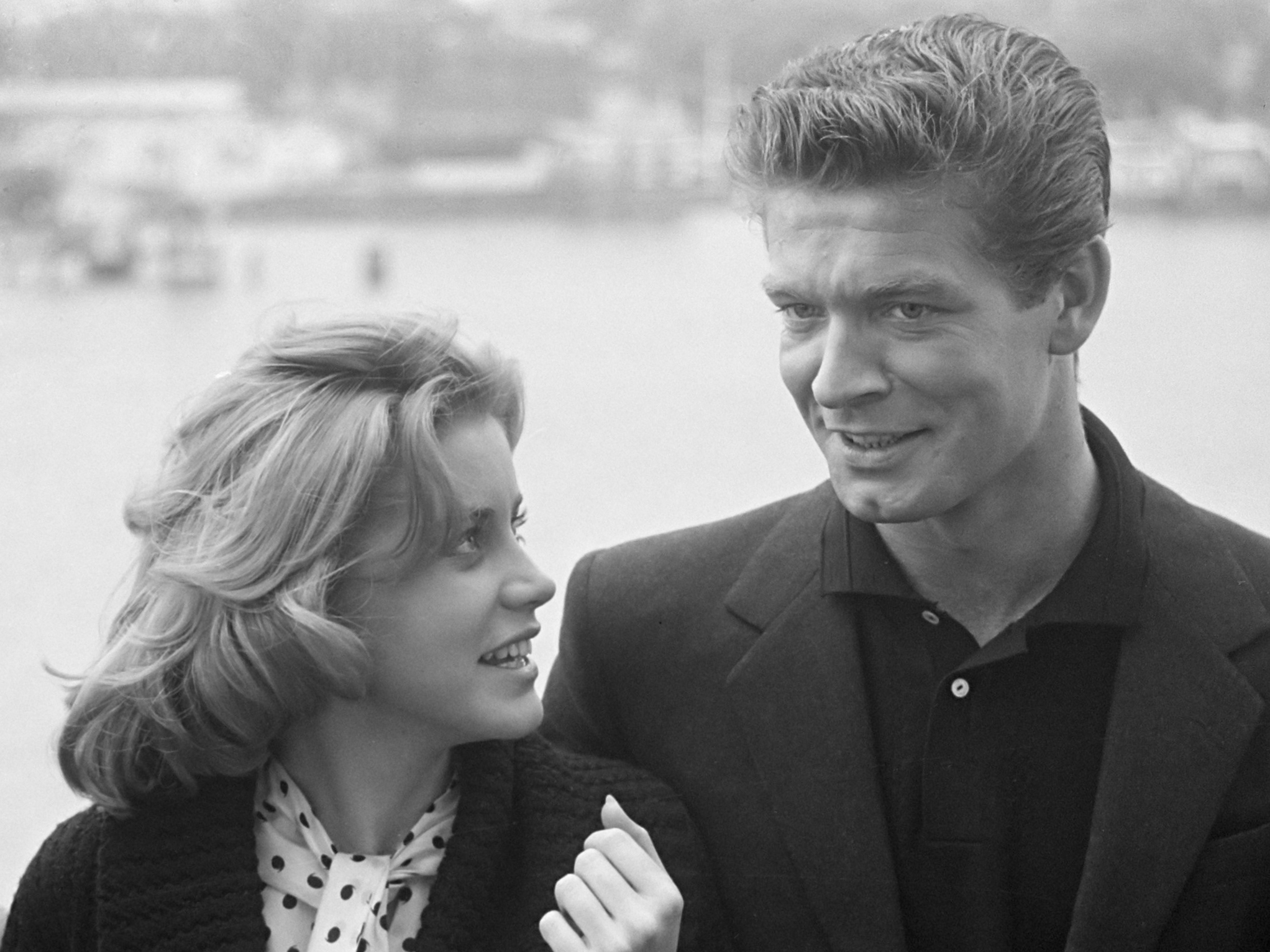
Dolores Hart e Stephen Boyd (1961).

Enquanto Hart fazia Francisco de Assis em Roma, ela conheceu o papa João XXIII, que foi fundamental em sua vocação. Ela lhe disse: "Eu sou Dolores Hart, a atriz que interpreta Clare". O pontífice respondeu: "Tu sei Chiara!" ("Não, você é Clare!", Em italiano) .
Como principiante, ela disse à fundadora da abadia Lady Abbess Benedict Duss : "Nunca mais precisarei me preocupar em ser atriz, porque tudo estava atrás e atrás de mim". Mas Lady Abbess respondeu: "Sinto muito, mas você está completamente errado. Agora você tem que assumir um papel e realmente trabalhar nisso". Hart enviou uma tréplica: "Eu fiquei tão brava quando ela disse isso porque eu realmente esvaziei meus bolsos, por assim dizer, e literalmente doara tudo o que tinha significado para mim". A abadessa disse: "Sinto muito que você tenha feito isso, porque há muitas coisas que você deu que precisará aqui". Ela inicialmente tomou o nome religioso Irmã Judith, mas ela mudou para Irmã Dolores para seus votos finais. "Hal Wallis queria me chamar de Susan quando comecei minha carreira no cinema, mas eu era menor de idade e minha mãe não quis saber disso. Ela queria que eu fosse Dolores." Ela fez seus votos finais em 1970. Ela canta em latim oito vezes por dia .
Hart visitou Hollywood novamente em 2006, após 43 anos no mosteiro, para aumentar a conscientização sobre o distúrbio idiopático da neuropatia periférica, um distúrbio neurológico que afeta ela e muitos americanos. Em abril de 2006, ela testemunhou em uma audiência no congresso de Washington sobre a necessidade de pesquisa da doença dolorosa e incapacitante em meio a sua provação .
Hart, que foi comparada a Grace Kelly, foi fundamental para o desenvolvimento do projeto de expansão da conexão da comunidade pela abadia de Regina Laudis através das artes, usando sua fama. Paul Newman ajudou-a a financiar uma rede de iluminação, quando imaginou uma escola de artes durante todo o ano e um palco mais bem equipado. Outra amiga, a atriz vencedora do Oscar Patricia Neal, ajudou a apoiar o teatro da abadia. A visão de Hart era atender às necessidades da abadia, desenvolvimento e expansão de seu programa de teatro e artes ao ar livre para a comunidade de Belém. Todo verão, as 38 freiras da abadia em 1,6 km2) de terras rurais, ajude a comunidade a encenar um musical, com a apresentação de 2008 do West Side Story, depois dos shows anteriores Fiddler on the Roof, The Music Man e My Fair Lady.
Hart foi nomeada prioresa do mosteiro em 2001, após a eleição de Madre David Serna como segunda abadessa de Regina Laudis, e ocupou o cargo até 2015. Hart continua sendo um membro da Academia de Artes e Ciências Cinematográficas, tendo nos últimos anos se tornado a única freira a ser membro do Oscar.
Em sua autobiografia, O ouvido do coração: a jornada de uma atriz de Hollywood aos votos sagrados, coautoria com o amigo de longa data Richard DeNeut e lançada em 7 de maio de 2013, Hart contou sua história de vida, desde seu nascimento em Chicago para se tornar católica, de suas aventuras em Hollywood à vida no mosteiro .

## Filmografia

### Cinema
| Ano  | Título                  | Personagem      |
| ---- | ----------------------- | --------------- |
| 1957 | Loving You              | Susan Jessup    |
| 1957 | Wild Is the Wind        | Angie           |
| 1958 | Lonelyhearts            | Justy Sargent   |
| 1958 | King Creole             | Nellie          |
| 1960 | The Plunderers          | Ellie Walters   |
| 1960 | Where the Boys Are      | Merritt Andrews |
| 1961 | Francis of Assisi       | Clara de Assis  |
| 1961 | Sail a Crooked Ship     | Elinor Harrison |
| 1962 | The Inspector           | Lisa Held       |
| 1963 | Come Fly with Me        | Donna Stuart    |
| 2011 | God Is the Bigger Elvis | Ela mesma       |
| 2017 | The Seven Ages of Elvis | Ela mesma       |

### Televisão
| Ano  | Série                     | Episódio                  | Personagem     |
| ---- | ------------------------- | ------------------------- | -------------- |
| 1957 | Alfred Hitchcock Presents | "Silent Witness"          | Claudia Powell |
| 1963 | The Virginian             | "The Mountain of the Sun" | Cathy Maywood  |